# Herges-Auwallenburg
Herges-Auwallenburg ist ein Teil des Ortsteiles Trusetal der Stadt Brotterode-Trusetal im Landkreis Schmalkalden-Meiningen in Thüringen. Er entstand aus den Orten Herges-Vogtei und Auwallenburg.

## Lage
Herges-Auwallenburg befindet sich im nordwestlichen Thüringer Wald an der Landesstraße 1024 von Brotterode nach Fambach und der Landesstraße 1126 nach Bad Liebenstein zwischen den Ortsteilen Laudenbach/Elmenthal und Trusen/Wahles im Zentrum der ehemaligen Gemeinde Trusetal. Entlang des Tales nach Süden fließt die Truse. Die Bahnstrecke Kleinschmalkalden–Brotterode führte über Herges-Auwallenburg. Weiterhin fuhr eine Schmalspurbahn, die Trusebahn, von Wernshausen nach Herges-Auwallenburg, die 1968 stillgelegt wurde.

## Geschichte

### Gerdrode
Unterhalb der Wallenburg wurde 1185 eine Rodungssiedlung Gerdrode, dann 1249 mit der Burg Waldenburch cum villa Gernoteshagen in einer Vergleichsurkunde des Ludwig von Frankenstein erwähnt. Gerdrode gilt als Ursprung des späteren Ortes Auwallendorf und bildete mit anderen Höfen die wirtschaftliche Basis der mittelalterlichen Burganlage Waldenburg. Der Ortsname taucht in späteren Urkunden nicht mehr auf, was auf eine Zerstörung oder Wüstwerdung hindeutet.

### Auwallenburg

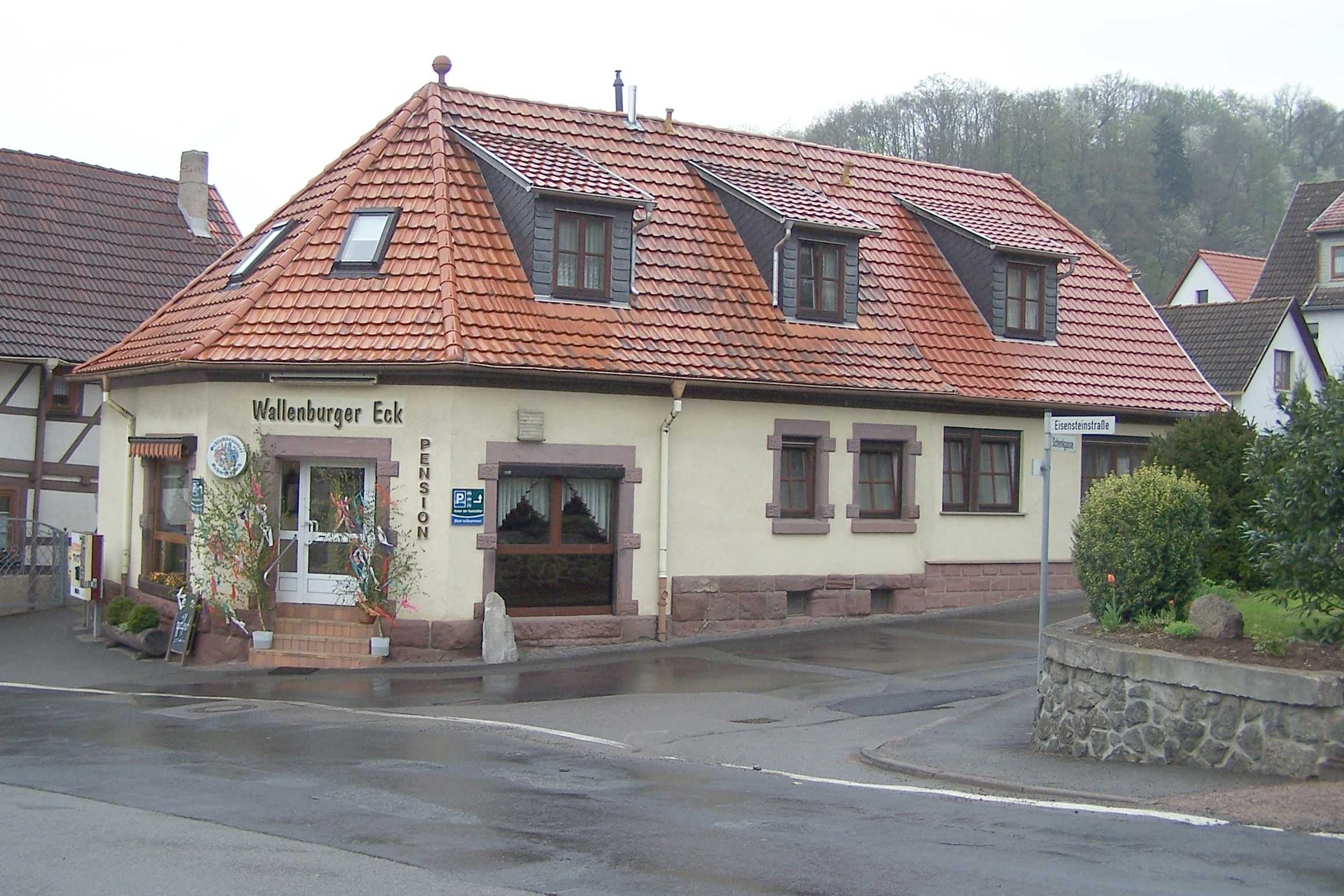
Am Ortsrand von Wallenburg

1416 wird die zu Füßen der Burg gelegene Hörigensiedlung nun Aue genannt. Der in Deutschland häufig verwendete Ortsname bedurfte einer Ergänzung: ab 1720 wurden die Ortsnamen Au-Wallenburg und 1832 Aue-Wallenburg gebräuchlich. Schon zu Ende des 16. Jahrhunderts wurden 52 Haushalte im Talgrund erwähnt, noch bestimmte die Landwirtschaft und das Köhlerhandwerk das Leben der Waldbauern. Ein kleiner Steinbruch diente der Eigenversorgung mit Baumaterial. Eine Schwerspatgrube war das erste Bergwerk in der Ortslage, durch den sich rasch ausdehnenden Bergbaubetrieb kam es im 18. Jahrhundert zum Verschmelzen des Ortskerns von Auwallenburg mit dem angrenzenden Herges. Im Bergrevier Hühn gelang es den Bergleuten sechs abbauwürdige Eisen-Baryt-haltige Erzgänge zu orten. Am Eichberg und am Michelsberg wurde der Abbau erst 1911, im Revier Hühn seit den 1920er Jahren professionell betrieben. Die komplizierten geologischen Verhältnisse wurden auch beim Bau der Bahnstrecke Schmalkalden–Brotterode offenkundig. Am ehemaligen Bahnhof Auwallenburg kann man ein Geologisches Fenster in einer 1917 errichteten Betonstützmauer betrachten.

### Herges
Der Ortsteil Herges wurde als „Herigest“ ebenfalls am 17. Februar 1185 erstmals urkundlich erwähnt. Der Ursprung dieses Ortsteils lag im Wiesengrund Alt-Herges, durch den die Truse (Drusandra = die Brausende) ursprünglich floss. Im Ergebnis einer Umleitung der Truse durch einen Damm wurde wegen Wassermangel der Standort aufgegeben und siedelte nach Herges-Vogtei – heute Herges-Auwallenburg – um. In Herges-Vogtei stand eine Eisenschmelze, die der Hüttenmeister Hünenvogt im Auftrag des Klosters Herrenbreitungen verwaltete. In der Hütte wurde das Eisenerz der Gruben Gommel und Klinge verhüttet und das in Stabform ausgeschmiedete Roheisen an die Schmiedezünfte verkauft. 1522 herrschte große Aufregung im Bergamt, man hatte gold- und silberhaltige Erzbrocken vorgelegt bekommen. Die Hoffnungen auf den großen Bergschatz erfüllten sich nicht. 1541 wurde der Hammer in Hergots und ein weiterer in Trusen erwähnt. Ende des 16. Jahrhunderts begann der Kupferbergbau um Herges-Vohtei und Auwallenburg seinen Anfang. Von 1687 bis 1713 war die Kupfer- und Saigerhütte in Betrieb, auch die Eisenhämmer in Herges-Vogtei hatten mit der jährlichen Verarbeitung von bis zu 1310 t Eisenerz das überwiegend von den bis zu 40 Bergleuten der Grube Mommel und kleineren Schächten angeliefert wurde, gut zu tun. Durch technische Verbesserungen und ertragreichere Erzgänge wurde um 1850 die Förderung der Gruben Stahlberg, Mommel und einiger Nebengruben auf 5500 t gesteigert. Damit war die Blütezeit des Eisenerzbergbaus erreicht. 1874 bestanden im Tal 7 Eisenerz, 12 Spat- und 3 Alabastergipsgruben dazu 4 Spatmühlen. Mit dem Bevölkerungswachstum wurde die Nachfrage nach Arbeit größer, Unternehmer aus Schmalkalden gründeten 1871 die ersten Metallwarenfabriken im Ort, aus den Bergarbeiterortsteilen von Trusetal wurden rasch Industriegemeinden. Der gründerzeitlichen Wachstumsphase folgten soziale Spannungen, 1907 wurde der erste Streik organisiert, die politische Agitation unter den Arbeitern nahm zu und eine Ortsgruppe der SPD wurde gegründet (erst 1925 folgte die Gründung einer KPD-Zelle). Die Regierung von Sachsen-Meiningen reagierte unverzüglich und veranlasste noch 1907 im Ort den Bau einer Polizeistation (Gendarmerie-Posten).

### Gemeindefusion mit Trusetal
Die Gemeinde Trusetal wurde am 1. Juli 1950 durch Zusammenschluss der Orte Herges-Auwallenburg, Trusen, Elmenthal und Laudenbach gegründet. 1994 kam noch Wahles dazu. 2011 wurde Brotterode nach Trusetal eingegliedert.
In der DDR-Zeit wurde die Großgemeinde Trusetal mit 4600 Einwohnern zum Kur- und Tourismusort des FDGB entwickelt, die Industriebetriebe VEB Stahl- und Schneidwaren Trusetal und VEB Kunstgewerbe Trusetal und eine Polsterwaren-PGH waren die Hauptarbeitgeber im Ort.